# Трансгуманизм в культуре
Многие вещи, присутствующие в научной фантастике, близки к целям трансгуманизма. Многие произведения данного жанра показывают положительные стороны технологически улучшенной человеческой жизни, иногда это описывает в контексте утопических сообществ (в особенности техно-утопических). Однако часто это идёт с некоторым предупредительным поворотом. С другой стороны, присутствуют пессимистические сценарии, обычно повествуемые в антиутопиях, что может произойти, если прогресс пойдёт по неправильному направлению.
Трансгуманистические произведения часто философские по натуре, они рассуждают о влиянии, которое технологии могут иметь на человеческую жизнь. К примеру, в рассказах Линды Нагата анализируются возможные отношения между натуральным и искусственным, в результате чего предполагается, что хотя трансгуманистические модификации природных вещей могут быть благотворными, но они также могут стать и опасными, поэтому они не должны претворяться в реальность легкомысленно. В работах Грега Игана исследуются такие идеи как размножение населения в пост-человеческом мире, насколько это необходимо. В книге Золтана Иштвана «Пари трансгуманиста» размышляется о том, насколько глубоко может зайти один человек, чтобы достичь неопределённой продолжительности жизни через науку и технологии. Новеллы Ханну Раяниеми более ориентированы на экшен, но и в них происходит анализ таких тем как смерть и конечность в пост-человеческой жизни.
Вымышленные миры с идеями трансгуманизма присутствуют во многих фильмах (к примеру, «Превосходство»), телесериалах (Древние из «Звёздные врата: SG-1»), мангах и аниме («Призрак в доспехах»), ролевых играх (Rifts, Eclipse Phase) и видеоиграх (Deus Ex, BioShock).

### История
Одной из ранних работ, иллюстрирующей трансгуманизм, может быть названа легенда об Икаре и Дедале. Приделывание человеку крыльев олицетворяет, что наука и технология могут быть использованы для преодоления природных ограничений человеческого тела. В легенде присутствует предупреждение, что увлечение новыми возможностями с игнорированием правил безопасности может привести к трагедии: во время побега с Крита молодой Икар, чересчур увлёкшийся процессом полёта, погиб, в то время как более умудрённый и осмотрительный Дедал достиг цели своего путешествия.
Другой ранней работой может быть назван роман «Франкенштейн, или Современный Прометей», написанный Мэри Шелли и опубликованный 1818 году. Герой романа Виктор Франкенштейн может быть представлен как трансгуманист, пытающийся превзойти смерть посредством химии. В романе поднято множество проблем, обсуждение которых продолжается до сих пор. Подобной теме также посвящены несколько рассказов Герберта Уэллса. Так, в книгах «Человек-невидимка» и «Остров доктора Моро» присутствуют персонажи-учёные, чьи эксперименты пошли не так, как планировалось, и это привело к необычным историям книг.
Жанр киберпанка находится под сильным влиянием идей трансгуманизма. Обычно в нём критикуется использование технологий для улучшения человеческой жизни методом показывания последствий их неправильного использования. Примерами таких произведений являются «Мечтают ли андроиды об электроовцах?» (1968), «Нейромант» (1984) и серия манг «Акира» (1982-90). По мнению Robert M. Geraci, киберпанк как жанр пытается предупредить о проблемах трансгуманизма, показывая проблемы, к которым необдуманный технический прогресс может привести.

### Наиболее известные в мире авторы-трансгуманисты
- Neal Asher[англ.]
- Маргарет Этвуд
- Иэн Бэнкс
- Стивен Бакстер
- Грег Бир
- Грегори Бенфорд
- Marshall Brain[англ.]
- Дэвид Брин
- Октавия Батлер
- Тед Чан
- Артур Кларк
- Филип Дик
- Кори Доктороу
- Jacek Dukaj[англ.]
- Грег Иган
- Уоррен Эллис
- Питер Гамильтон
- Мишель Уэльбек
- Олдос Хаксли
- Золтан Иштван
- Станислав Лем
- Клайв Льюис
- Кен Маклауд
- Ричард Морган
- Ramez Naam[англ.]
- Юрий Никитин
- Ричард Пауэрс
- Adam Renzema
- Аластер Рейнольдс
- Джон Скальци
- Дэн Симмонс
- David Simpson
- Олаф Стэплдон
- Нил Стивенсон
- Брюс Стерлинг
- Чарльз Стросс
- Джон Ч. Райт

## Фильмы и телесериалы
Жанр научной фантастики всегда исследовал идеи трансгуманизма, их этику и предполагаемые проблемы их воплощения. Также в последние десятилетия происходит появление множества фильмов и телесериалах о супергероях, которые получили свои суперспособности не натуральным путём, а в результате преднамеренного вмешательства в их тела (Капитан Америка) или использования технических устройств наподобие экзоскелетов (Железный человек), а также в результате комбинаций модификаций и/или технических устройств со специальной природной подготовкой (Чёрная вдова, Бэтмен). Вхождение таких фильмов в моду может расцениваться как происходящий сейчас сдвиг в глобальной культуре людей в целом.

## Настольные игры
- Наиболее известным представителем является настольная игра-варгейм под названием Warhammer 40,000, являющаяся частью медиафраншизы, включающей также видеоигры и книги. В этой игровой вселенной являются обычными явлениями кибернетические и генетические модификации, интерфейсы человек-машина, продвинутые искусственные интеллекты с самоосознанием, межзвёздные путешествия и даже постгуманистические «боги». Главными протагонистами многих книг и кампаний являются космические десантники — в прошлом обычные люди, которые были настолько сильно генетически модифицированы, что уже не принадлежат к Homo sapiens, а представляют собой отдельный вид. Одной из главных играбельных рас являются некроны — инопланетная раса, которые ещё за миллионы лет до главных событий полностью трансформировали свои природные тела в нестареющие металлические организмы с потрясающей способностью к регенерации.
- В ролевой игре Eclipse Phase[англ.] игроки помещаются в пост-апокалипсический мир, живущий по принципам «Твой разум есть программное обеспечение — программируй его. Твоё тело есть оболочка — меняй её. Смерть есть болезни — лечи её. Вымирание приближается — борись против этого.»
- Ролевая игра Transhuman Space[англ.] посвящена ближайшему будущему нашей солнечной системы, действие в ней разворачивается в 2100 году.

## Музыка
- Complex Numbers — российская музыкальная группа, специализирующаяся на трансгуманистических темах.[6]

## Субкультура
Киберготы — молодёжная субкультура, основанная на киберпанке.